# Axtaçı Şirvan
Axtaçı Şirvan är en ort i Azerbajdzjan.   Den ligger i distriktet Hacıqabul Rayonu, i den östra delen av landet, 100 kilometer väster om huvudstaden Baku. Antalet invånare är 510.
Terrängen runt Axtaçı Şirvan är mycket platt. Runt Axtaçı Şirvan är det ganska tätbefolkat, med 80 invånare per kvadratkilometer.. Närmaste större samhälle är Şirvan, 19,1 kilometer sydost om Axtaçı Şirvan.
Trakten runt Axtaçı Şirvan består till största delen av jordbruksmark.